# Gagea takhtajanii
Gagea takhtajanii är en liljeväxtart som beskrevs av Igor Germanovich Levichev. Gagea takhtajanii ingår i Vårlökssläktet och i familjen liljeväxter. Inga underarter finns listade.